# Chionaspis discadenata
Chionaspis discadenata är en insektsart som beskrevs av Danzig 1976. Chionaspis discadenata ingår i släktet Chionaspis och familjen pansarsköldlöss. Inga underarter finns listade i Catalogue of Life.